# Абай (опера)
«Аба́й» — опера, впервые поставленная 24 декабря 1944 года.

## История
Впервые опера была поставлена 24 декабря 1944 года на сцене Казахского академического театра оперы и балета накануне 100-летия со дня рождения великого поэта Абая Кунанбаева. Либретто М. Ауэзова, музыка А. Жубанова и Л. Хамиди, режиссёром выступил К. Жандарбеков.
Первый исполнитель роли Абая — Р. Абдуллин (также Е. Серкебаев, Г. Есимов и др.). Партию Ажар исполняли К. Байсеитова, Ш. Бейсекова, Р. Жаманова; Айдара — Б. Досымжанов, Н. Каражигитов, А. Днишев.
В 1958 году опера была показана в Москве.
В 1986 году большой успех имела в Берлине и Дрездене.

## Содержание
В основе оперы лежит одна драматическая история из жизни поэта Абая Кунанбаева.
С ранних лет красавица Ажар была сосватана с женихом. Тот умер, и теперь, по старому обычаю, она должна выйти замуж за брата жениха, Нарымбета. Однако, Ажар сбегает с любимым Айдаром, чем навлекает на себя гнев рода жениха. В степи их настигает погоня под предводительством друга Нарымбета, Жиренше.
Айдар произносит имя своего учителя Абая – единственного человека, который мог бы спасти его от бессудной расправы. Абай действительно приходит и приказывает перерезать веревку, накинутую на шею Айдара. Он требует, чтобы приговор был вынесен судом. Так как Жиренше уверен, что родовой суд подтвердит казнь Айдара, он соглашается на это условие.
На суде выступает ученик Абая, Азим. Он просит пощадить молодых и не доводить ситуацию до родовой междоусобицы, славит силу любви и приводит в пример Жибек, Татьяну Ларину и Джульетту. Жиренше же заявляет, что готов пощадить Ажар, если она вернется к Нарымбету, но требует казни Айдара за нарушение старинных законов. Азиму удается убедить суд, и Айдара с Ажар отпускают, если Абай заплатит за убытки. Нарымбет и его друзья клянутся отомстить. 
На свадьбе во время гуляний Айдар падает без чувств. Поняв, что парень был отравлен, все обвиняют Жиренше, но он клянется на Коране в невиновности. Рука умирающего Айдара указывает на Азима. Айдар умирает в муках, а Азима казнят, привязывая к лошади. В конце слышен траурный плач Ажар. 
Абай же остается один на сцене – один среди тьмы, как светоч, освещающий своему народу путь в его светлое будущее.

## Музыка
Мелодичность музыкального решения, близкая связь с народным песенным наследием обеспечили произведению успех. Песни Абая «Ты зрачок глаз моих» (каз. «Көзімнің қарасы») и «Горные вершины» (каз. «Қараңғы түнде тау қалғып») удачно вплетаются в канву постановки. Музыкальной вершиной образа Абая стала ария «Қай талқы», в которой поэт с надеждой воспевает будущее народа. В партию Айдара включены песни «Шлю привет тебе, тонкобровая…» (каз. «Айттым сәлем Қаламқас»), «Берёзка» (каз. «Ұзын қайың»).